# Newton Abbot Demo
Newton Abbot Demo é uma fita demo da banda inglesa de rock alternativo Muse que foi gravada entre novembro de 1996 e janeiro de 1999 no Coombeshead Studios, sendo que um das músicas dessa fita, "Balloonatic", foi relançada em 1997 pela Lockjaw Records na compilação Helping You Back to Work Volume 1.

## Faixas
Todas as faixas escritas e compostas por Matthew Bellamy. 
| N.º | Título                   | Duração |  |
| 1.  | "Falling with the Crowd" | 5:24    |  |
| 2.  | "Agitated"               | 3:19    |  |
| 3.  | "Coma"                   | 3:28    |  |
| 4.  | "Balloonatic"            | 2:56    |  |
| 5.  | "Forameus"               | 3:54    |  |
| 6.  | "Boredom"                | 4:39    |  |
| 7.  | "Crazy Days"             | 4:37    |  |
| 8.  | "Sober"                  | 4:12    |  |
| 9.  | "Jimmy Kane"             | 3:25    |  |
| 10. | "Rain"                   | 4:34    |  |
| 11. | "Ashamed"                | 4:39    |  |

## Integrantes da banda
- Matthew Bellamy – vocal, guitarra
- Christopher Wolstenholme – baixo, vocal de apoio
- Dominic Howard – bateria